# 中村東蔵 (6代目)
六代目 中村 東蔵（ろくだいめ なかむら とうぞう、1938年〈昭和13年〉1月21日 - ）は、歌舞伎役者、映画テレビ俳優。屋号は加賀屋、定紋は梅八つ藤。歌舞伎名跡「中村東蔵」の当代。新国劇の子役時代には藤間勘左衛門（ふじまかんざえもん）、歌舞伎以前の映画テレビ俳優としては藤間城太郎（ふじま じょうたろう）の芸名がある。本名は河野 均（こうの ひとし）。東京都出身。人間国宝。

## 来歴
暁星小学校、暁星中学校・高等学校出身、早稲田大学中退。立役・女方ともにこなせる芸域の広さで知られる。あまたの主要な脇役をこなし現在の歌舞伎に厚みを加えている。
幼いころは新国劇の子役として藤間勘左衛門を名乗り舞台で活躍。その後藤間城太郎と名を改め、1954年から1957年にかけて映画に主演、新進のスターとして名を売った。また自身で劇団を作り舞台活動もしていた。23歳で全てを投げ打って歌舞伎入りし、六代目中村歌右衛門の芸養子となった。

## 家族
- 父： 河野勝斎（医師、日本医科大学理事長、日本私立大学協会常務理事）
- 姉： 初代藤間紫（日本舞踊紫派藤間流家元、女優）
- 姉婿： 二代目市川猿翁（歌舞伎役者）
- 従姉： あした順子（漫才師）
- 子： 六代目中村松江（歌舞伎役者）

また芸養子として六代目中村歌右衛門に師事、養子同然に育った。

## 歌舞伎の年譜
- 1961年 　昭和35年9月歌舞伎座『加賀見山旧錦絵』の谷澤主水ほかで三代目中村玉太郎を襲名して歌舞伎初舞台。
- 1967年 　昭和42年4月5月歌舞伎座『根元草摺引』の五郎ほか六代目中村東蔵を襲名。
- 2016年 　「歌舞伎脇役」で人間国宝に認定[2][3]。
- 2018年 　旭日小綬章を受章[4]。
- 2025年　令和6年度「スターの手型」被顕彰者[5][6]。